# Zinzikon

Karte des Quartiers

Zinzikon ist ein Quartier der Stadt Winterthur. Zusammen mit den Quartieren Talacker, Grüze, Guggenbühl, Hegmatten, Hegi, Reutlingen, Stadel und Ricketwil bildet es den Kreis 2 (Oberwinterthur).

## Etymologie
Der Name Zinzikon ist auf Zinzinchova zurückzuführen, also einen Hof (hova), der von den Zinzinga (den Leuten des Zinzo) bewohnt wurde. Im 14. und 15. Jahrhundert war in der Region auch der Familienname Zinzeli nachweisbar, der inzwischen nicht mehr existiert.

## Geografie
Zinzikon bildet abgesehen von den Aussenwachten Reutlingen und Stadel den nördlichsten Teil Oberwinterthurs.
Das Quartier umfasst dabei im Süden Teile des sogenannten Hegifelds und umfasst im Norden das Technorama sowie die SBB-Unterhaltungsanlage Oberwinterthur. Das Quartier grenzt im Norden an das Quartiergebiet von Reutlingen, der Grenzverlauf folgt dabei der Siedlungsgrenze Oberwinterthurs. Im Osten bildet die Bahnstrecke Winterthur–Etzwilen die Grenze zum Quartier Guggenbühl, die Grenze zum Quartier verläuft danach im Süden auf Höhe der Bahnhaltestelle Winterthur-Wallrüti entlang des Stofflerenweg und der Binzhofstrasse weiter. Innerhalb des Lindbergwaldes besitzt das Quartiergebiet dann noch gemeinsame Grenze mit den Quartieren Talacker und Lind (Kreis Stadt) sowie der Gemeinde Seuzach im Westen.

## Geschichte

Zinzikon mit Wallrüti auf der Wild-Karte von 1843 (der Zinziker Berg gehört nicht zum heutigen Quartiergebiet)

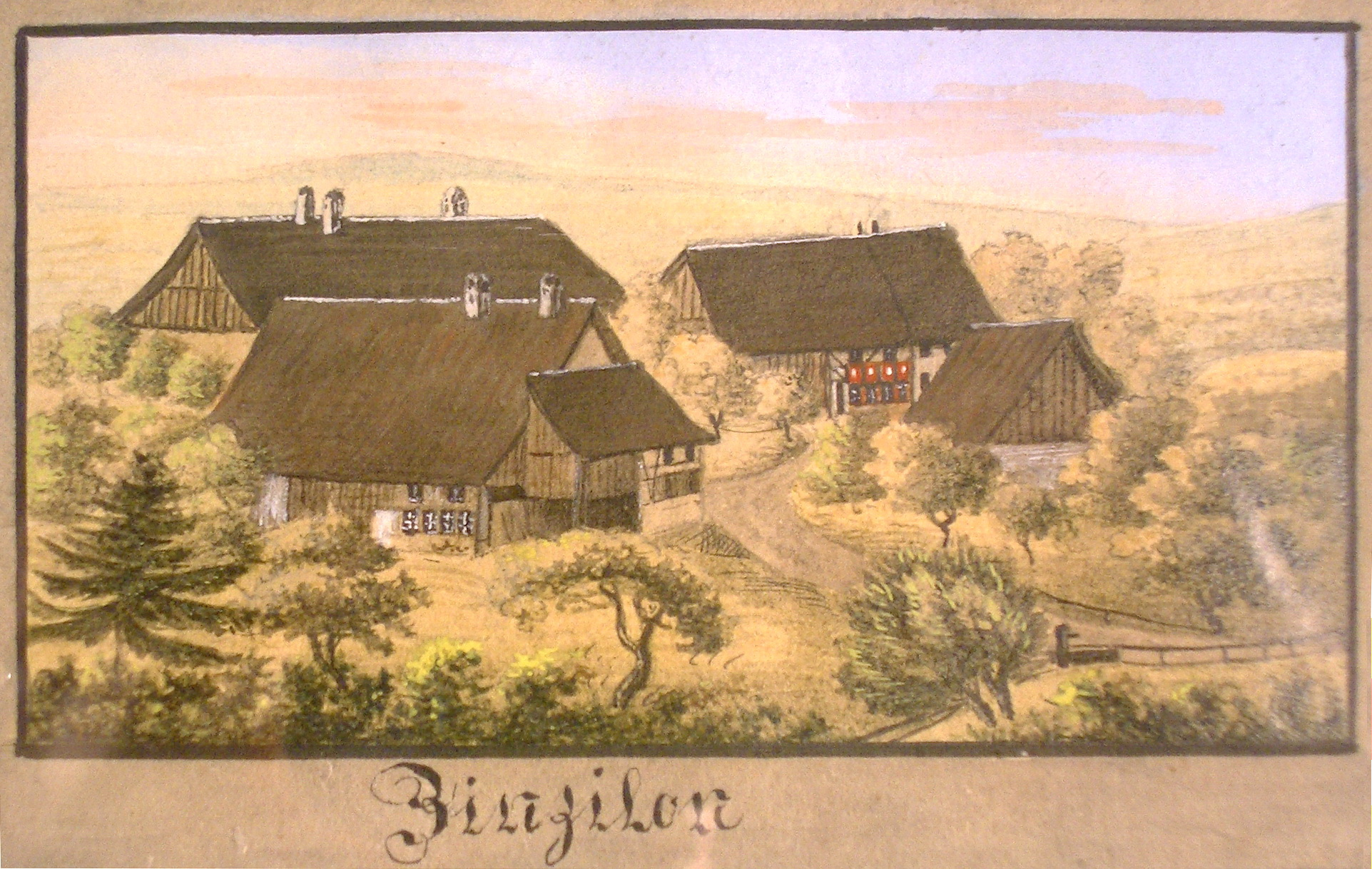
Zinzikon 1844 (Heinrich Müller)

Unter dem Namen Zinzikon bestand bereits im Mittelalter ein Bauernhof. Aufgrund des Namens ist anzunehmen, dass der Hof zumindest zur Zeit der Gründung der Kirche St. Arbogast in Oberwinterthur zu Lebzeiten des Königs Dagobert I. noch nicht bestand. Später ist der Hof zwar als habsburgisches Eigentum und Kehlhof anzusehen, der jedoch an einen Winterthurer Bürger verpfändet ist und daher in den Urbaren zu der Zeit nicht erscheint, da der Hof seinen Zins nicht direkt an das Haus Habsburg ablieferte. Im Februar 1294 bezeugt ein «kelner von Zinzikon» ein Gütergeschäft. Weiter stifteten Vertreter des Geschlechts Zwei Viertel respektive Ein Viertel Kerne zu einer Jahrzeit des Chorherrenstift Heiligenberg und 1368 verkauften diese ein Grundstück an die Kirche Oberwinterthur. Vor 1398 wurde der Hof dann an das Spital in Winterthur verkauft. In den 1460er-Jahren lebten in Zinzikon rund neun Personen auf einem Bauernhof. Spätestens 1482 verkaufte das Spital den Hof dann an die dort ansässige Bauernfamilie Erb selbst, die fortan praktisch grundzinsfrei waren. Im 16. Jahrhundert umfasste der aufgrund seiner Grösse inzwischen dreigeteilte Hof drei Zelge mit je über 40 Jucharten Ackerland, ebenfalls dokumentierte eine Erhebung von 1771 in Zinzikon einen 2 Hektaren grossen Rebberg. Die heutigen, teils denkmalgeschützten Bauernhäuser Zinzikons wurden im 19. Jahrhundert erbaut, ein Speicher datiert auf Mitte des 18. Jahrhunderts.
Ende des 19. Jahrhunderts wohnten im dazumals als Zivilgemeinde organisierten Zinzikon 34 Einwohner. 1922 wurde das damals weiterhin noch alleinstehende und komplett von Kulturland umgebene Zinzikon mit der Eingemeindung Oberwinterthurs Teil der Stadt Winterthur.
Mit dem Bau der Siedlung Grabenacker in der Mitte der 1940er-Jahre, die dazumal parallel zur Stadlerstrasse entstand, erreichte ein erster Ausläufer Oberwinterthurs den Bauernhof. 1951 wurde die Trolleybuslinie 1 von Stadtbus Winterthur bis Zinzikon verlängert. Jedoch erst ab den 1970er-Jahren und kontinuierlich bis ins 21. Jahrhundert wurde auch das heute eigentlich zum Quartiergebiet Zinzikons zählende Land überbaut. Die Buslinie folgte dieser Entwicklung 1982 mit der Verlängerung der Linie bis zur heutigen Endstation Wallrüti. 1986 wurde die auf Wunsch der Stadt die Bahnstation Wallrüti erbaut.

## Bildung
Das Quartiergebiet Zinzikons gehört zum Einzugsgebiet der gleichnamigen Schule Zinzikon, die auch die Schulhäuser der Aussenwachten Reutlingen und Stadel umfasst. In Zinzikon selbst gehört der Kindergarten und das Primarschulhaus Zinzikon zum Schulverband. Die Sekundarschule befindet sich im Schulhaus Wallrüti und damit ebenfalls auf Quartiergebiet.
Ebenfalls ein Primarschulangebot unterhält die städtische Sonderschule KGS (Kleingruppenschule) in drei Pavillons am Stofflerenweg.
Die weiterführenden Schulen befinden sich im Stadtzentrum oder im Falle der beiden Kantonsschulen Im Lee und Rychenberg auf Oberwinterthurer Sicht näher gelegen am Rychenberg.

## Kultur und Freizeit
Am Stadtrand liegend bietet sich einerseits das Umland als auch der Lindberg als Naherholungsziel an. Im Nordwesten Zinzikons unterhält der TC Oberwinterthur seine Tennisanlage, daneben befindet sich der Fussballplatz Wallrüti. Bis 2020 wurden beide Anlagen von der AXA Winterthur gemietet, die aber per 2021 aus diesem Engagement ausstieg.
Weiter befindet sich das Schwimmbad Oberwinterthur in unmittelbarer Nähe zum Quartier entlang der Bahnstrecke Winterthur-Etzwilen.

## Verkehrsanbindung
Das Quartier wird hauptsächlich durch die Trolleybuslinie 1 (Töss-HB-Oberwinterthur) an den öffentlichen Verkehr angebunden.  An den Wochenenden verkehrt auf der gleichen Strecke die Nachtbuslinie N1 (Dättnau–HB–Oberwinterthur) im Halbstundentakt.
Weiter erschliesst die Bahnhaltestelle Wallrüti das Quartier, an der die S29 (Winterthur – Stein am Rhein) im Halbstundentakt sowie stündlich die S11 (Aarau – Lenzburg – Dietikon – Zürich HB – Stettbach – Winterthur – Seuzach) hält und damit eine Direktverbindung nach Zürich anbietet.